# ریگ صفر (کنارک)
ریگ صفر یک روستا در ایران است که در استان سیستان و بلوچستان واقع شده‌است. ریگ صفر ۵۵ نفر جمعیت دارد.